# La Guerre des gauchos
Pour plus de détails, voir Fiche technique et Distribution.
La Guerre des gauchos (La guerra gaucha) est un film argentin réalisé par Lucas Demare, dans lequel joue Enrique Muiño, Francisco Petrone, Ángel Magaña et Amelia Bence entre autres. Le scénario, écrit par Homero Manzi et Ulyses Petit de Murat, était tiré du livre du même nom (1905) de Leopoldo Lugones. Il est sorti le 20 novembre 1942. Il a été considéré comme « le film avec le plus grand succès du cinéma argentin, et aussi un des meilleurs ».
Le film, de nature épique, se passe en 1817 dans la Province de Salta (dans le nord-est de l’Argentine. Son contexte historique est celui des actions menées par la guérilla des gauchos, partisans de l’indépendance, sous le commandement du général Martín Miguel de Güemes, contre l’armée régulière royaliste qui obéissait aux ordres de la monarchie espagnole. 
Pour les scènes en extérieur, un village fut construit dans la même zone où s'étaient déroulés les évènements ayant inspiré le film. Les scènes d’ensemble, dans lesquelles participaient des milliers de figurants, n’avaient aucun précédent dans le cinéma argentin. 
La genèse du film ainsi que son contenu sont liés à un moment particulier de l’histoire argentine. Il y avait alors dans le pays un intense débat pour savoir si le pays devait se prononcer en faveur d’un camp ou garder sa neutralité dans le cadre de la Seconde Guerre mondiale, qui était alors en plein développement.
L’exaltation dans l’œuvre des valeurs liées au nationalisme, valeur s'incarnant dans une conjonction du peuple, de l’armée et de l’Église dans la lutte pour la défense de la terre, était considérée par certains comme une anticipation de l’idéologie révolutionnaire du 4 juin 1943 qui provoqua la chute du gouvernement discrédité de Ramón Castillo.
Le film fut produit par Artistas Argentinos Asociados, une coopérative d’artistes fondée peu de temps avant. Le film exigeait un investissement beaucoup plus élevé que celui d’autres productions de la même période. Mais son succès en salle permit de récupérer le coût initial. Le film est resté dix-neuf semaines en salle.

## Production

### La nouvelle
Leopoldo Lugones (13 juin 1874 - février 1938) exerça le métier de journaliste et réalisa une vaste œuvre littéraire à propos duquel Ricardo Rojas dit :

« Son esprit verbal était prodigieux et traversait toutes les écoles littéraires ; son esprit était impressionnable et il a traversé tous les partis politiques. La variété de ses sujets, genres et styles, à la fois en vers et en prose, est la caractéristique la plus évidente de ses « œuvres complètes », si vous les regardez dans leur ensemble, bien que si vous les étudiez séparément, vous apprécierez l’érudition, le fantasme, la richesse verbale. »

Pour écrire La guerra gaucha, Lugones se rendit dans la province de Salta afin de connaître personnellement les lieux où eurent lieu les luttes et examiner la tradition orale de cette époque. Le livre est une histoire épique qui est composé de diverses histoires dans lesquelles est utilisé un vocabulaire très large et chargé de métaphores. Les dialogues sont courts et les descriptions et opinions subjectives sont abondantes. Les caractéristiques du paysage et la nature de Salta sont décrites de manière très détaillées. Ses caractéristiques ont une grande importance comme élément du livre.

### Contexte historique en Argentine
Le 20 février 1938, Roberto Marcelino Ortiz devint président le l’Argentine. Issu de l’Union civique radicale antipersonnaliste, il avait exprimé son intention d’en finir avec les fraudes électorales systématiques qui étaient apparues à la suite du coup d’État militaire qui avait renversé le radicalisme en 1930. Cependant, cette proposition rencontra une forte résistance dans la coalition politique appelée La Concordancia, à laquelle il appartenait. Victime de diabète, il fut contraint de déléguer son mandat au vice-président Ramón Castillo, d’abord provisoirement, puis de manière définitive le 27 juin 1942. Le nouveau président n’était pas d’accord avec la politique menée par Ortiz. C’est pourquoi il réintégra les pratiques de fraude, décourageant ainsi ceux qui avaient eu de l’espoir avec le changement proposé par son prédécesseur.
À peine la Seconde Guerre mondiale avait-elle débuté que le gouvernement argentin déclara la neutralité du pays le 4 septembre 1939. Le pays répétait ainsi la position qu’il avait eue durant la Première Guerre mondiale. La Grande-Bretagne appuya cette décision. Elle soutenait cette position car la neutralité de l’Argentine lui permettrait de continuer de se fournir en nourriture auprès d’elle durant la guerre.

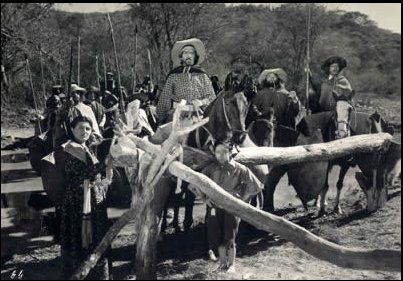
Francisco Petrone dans La guerra gaucha.

En décembre 1941, les États-Unis entrèrent en guerre. En janvier 1942 eut lieu la troisième réunion des ministres des Affaires étrangères des Républiques américaines à Rio de Janeiro. Cette réunion avait été impulsée par les États-Unis, qui aspiraient à obtenir une décision qui obligerait les pays à rompre les relations avec les pays de l’Axe. L’Argentine, qui, au cours des années précédentes, avait eu des frictions constantes avec les États-Unis, s’y opposa et eut une influence décisive pour approuver une « recommandation » de rupture, au lieu d’une obligation,.
Les problèmes liés à la politique étrangère prirent alors plus d’importance en Argentine. Ce qui raviva le conflit entre le secteur politique proche des Alliés, les neutralistes et ceux qui étaient proches des pays de l’Axe. Au sein de ce dernier, numériquement minoritaire, militaient des partisans du nationalisme et certains officiers des forces armées. La question de la position du pays durant la guerre déplaça les autres questions du centre de la scène publique,.
À partir des années 1930 et parallèlement à une tendance qui était générale en Amérique latine, les idées nationalistes se renforcèrent dans des domaines et des secteurs plus divers en Argentine. Dans des partis politiques, comme l’Union civique radicale et le parti socialiste, et dans le syndicalisme socialiste et révolutionnaire, organisé dans la Confédération générale du travail, augmentèrent les courants favorables à l’intervention de l’État pour préserver les intérêts nationaux et promouvoir l’industrialisation. Ce changement idéologique était observable aussi dans le secteur de la culture, avec la revendication du tango et des racines gauchos et indigènes. La guerra gaucha fut produit dans ce contexte de nationalisme en expansion, et de débat sur la position à prendre face à la guerre.

### Situation de l’industrie cinématographique en Argentine
En 1938, la production de film en Argentine était en pleine expansion. 41 films sortirent dans les salles, dont 16 de nouveaux réalisateurs. En 1939, le chiffre monta à 51, et c’est l’année où arriva en Argentine la Truca, ce qui signifiait une avancée technique majeure pour la qualité des films. Le cinéma argentin avait un énorme succès, et le cinéma hispanique, à New York, était entièrement destiné à montrer des productions de Lumilton et de l’Argentina Sono Film. Ce fut aussi le cas dans d’autres lieux des États-Unis, comme le Texas, le Colorado, l’Arizona, le Nouveau Mexique et la Californie. Au Mexique, quasiment tous les films argentins sortaient au cinéma. En 1940, 49 films sortirent malgré le fait que le celluloïd commençait à être rare du fait de la guerre. En 1941, il y en eut 47 et en 1942, 57.

### La maison de production Artistas Argentinos Asociados
Un groupe composé des artistes, alors inoccupé, Enrique Muiño, Elías Alippi, Francisco Petrone, Ángel Magaña, du réalisateur Lucas Demare et du chef de production d’une entreprise cinématographique Enrique Faustín se réunissait habituellement au début des années 1940 dans le café El Ateneo, situé à l’angle de Carlos Pellegrini et Cangallo (aujourd’hui Teniente General Juan D. Perón) de la ville de Buenos Aires.
Ce groupe, qui se faisait appelé la ‘’Barra del Ateneo’’, décida après de longue délibérations de suivre l’idée d’Enrique Faustín. Celui-ci voulait créer une société de production qui travaillerait comme une coopérative à la manière des United Artists qui existaient aux États-Unis. C’est ainsi que le 26 septembre 1941 fut créée la Artistas Argentinos Asociados Sociedad Cinematográfica de Responsabilidad Limitada,.

### La gestation du film
Filmer La Guerra Gaucha était depuis le début dans les plans des Artistas Argentinos Asociados. Homero Manzi avait cette idée depuis qu'il avait fait le scénario du film Viento Norte. Par force d'insistance, il finit par convaincre le réalisateur Lucas Demare de la viabilité du projet. Francisco Petrone fut l'un de ceux qui le soutenu le plus, et se souvenant du succès du film Prisioneros de la tierra, il proposa que le scénario soit écrit par Manzi et Ulyses Petit de Murat. Les droits d'auteur pour le film furent acquis auprès de Leopoldo Lugones, qui en plus de recevoir 10 000 pesos, reçu deux albums de jazz qui n'étaient pas disponibles dans le pays.

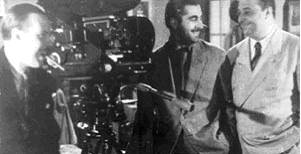
Ulyses Petit de Murat, Lucas Demare et Homero Manzi.

En attendant, Elías Alippi, qui devait jouer le rôle du capitaine Del Carril, eu un cancer (il mourra le 3 mai 1942). Ses collègues de travail savaient qu'ils n'étaient pas en mesure de survivre aux conditions du tournage. Ils ne voulurent pas le remplacer alors qu'il était encore en vie. Ils trouvèrent alors une excuse pour reporter le tournage, et ils commencèrent à tourner El viejo Hucha, dans lequel il n'avait pas de rôle.
En se souvenant de la proposition de créer le scénario, Ulyses Petit de Murat déclara :

« Je continue à penser qu'il n'y avait rien de cinématographique dans ce livre. Lugones était un poète formidable mais il n'était pas doué pour la narration. Manzi, avec l'effort stratégique de Petrone, présenta la chose comme si tout avait été résolu, parce que j'avais réussi à assembler trois récits de Quiroga pour le scénario de Prisioneros. Mais comment ignorer le monumental Lugones, contre qui nous nous sommes battus si durement, pour son insistance sur l'orthodoxie poétique de la rime, et qui nous a toujours impressionnés, à la lecture de ses mémorables Montañas de oro ? »

Le tournage du film El viejo Hucha se fit avec une partie de l'argent destinée à la réalisation du film La guerra gaucha. Les partenaires des Artistas Argentinos Asociados qui y avaient participé augmentèrent donc le capital de la société avec les frais correspondants. L'effort financié ne fut pas suffisant. Ils durent alors s'associer avec Estudios San Miguel et vendre par anticipation les droits de diffusion du film dans certaines régions. C'est grâce à ça que le film put être réalisé avec "un peu moins d'urgence mais sans relâche".

### Le scénario

#### Homero Manzi

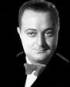
Homero Manzi

Homero Manzi, né 1er novembre 1907 à Añatuya en Argentine, s'intéressa dès son plus jeune âge à la littérature et au tango. Après une brève incursion dans le journalisme, Manzi travailla comme professeur de littérature et de castillan. Mais pour des raisons politiques (il avait adhéré à l'Union Civique Radicale), il fut licencié de son travail. C'est à partir de là qu'il commença à se consacrer à l'art.
En 1935, il participa à la fondation de FORJA (Force d'Orientation Radicale de la Jeunesse Argentine). Cette entité était caractérisée comme « nationaliste populiste ». Il se centra quasi exclusivement sur la problématique argentine et hispano-américaine, et dans son discours, il préconisait de « regagner la domination politique de notre propre terre », car il considérait que le pays était encore dans une situation coloniale. En ce qui concerne le conflit européen, il soutenait la position de neutralité, arguant qu'aucun intérêt argentin et hispano-américain n'était en jeu là-bas, bien que sa position fût un rejet du fascisme et du communisme.
En 1934, Manzi fonda la revue Micrófono qui traitait de la radiotéléphonie et du cinéma argentin. En parallèle, il collaborait avec Hugo Mac Dougall avec qui il écrivit les scénarios de Nobleza gaucha (1937), nouvelle version du film muet de 1915, Huella (1940), pour lequel ils reçurent le second prix de la municipalité de Buenos Aires, et Confesión (1940). Cependant, aucun de ces films ne connut un grand succès.
En 1940, Manzi commence ce qui sera une longue collaboration avec Ulyses Petit de Murat, en écrivant le scénario de Con el dedo en el gatillo (1940) puis celui de Fortín alto (1941).

#### Ulyses Petit de Murat
Ulyses Petit de Murat est né à Buenos Aires le 28 janvier 1907. Il s'intéresse dès son plus jeune âge à la littérature et au journalisme. Dans le journal Crítica, il était responsable de la page musicale avant de codiriger le supplément littéraire avec Jorge Luis Borges. En 1932, il intégra la section cinéma du journal et en 1939, il écrit son premier scénario cinématographique pour le film Prisioneros de la tierra, adaptation de quatre histoires d'Horacio Quiroga. Il écrivit ce scénario en collaboration avec un des fils de l'écrivain, Darío Quiroga. Ce dernier le suivit en 1940 pour écrire le scénario de Con el dedo en el gatillo, en collaboration avec Homero Manzi.
Les scénaristes commencèrent par sélectionner les histoires qui pourraient apporter les éléments à leur scénario. L'histoire Dianas fut choisie comme base principale du scénario. D'Alertas fut tirée les personnages du Général et de l'enfant qui avise de la présence espagnole dans la pulpéria. De Sorpresa est tiré le personnage du capitaine Del Carril et de Juramento le personnage du lieutenant Villarreal. Ils mélangèrent aussi différents personnages des différents livres. Par exemple, le musicien aveugle présent dans Sorpresa est mélangé avec le sacristain de Dianas. Puis, ils firent une compilation des mots, des coutumes, des tournures et des idiomes de l'époque qui pouvaient être utilisés. Pour cela, ils utilisèrent des livres et se rendirent à Salta pour échanger avec des gens du pays. Par la suite, un premier texte de l'histoire et un développement des images furent réalisés. À partir de là, le directeur et les acteurs apportèrent leurs commentaires, et finalement, le scénario définitif fut adopté.

### Le réalisateur Lucas Demare
Lucas Demare est né le 14 juillet 1907 à Buenos Aires où il étudia la musique. En 1928, il part voyager en Espagne et intègre comme bandonéoniste l'Orquesta Típica Argentina, groupe dans lequel jouait son frère Lucio. En 1933, il travailla comme interprète et chanteur dans les films espagnols Boliche et Aves sin rumbo.
Enthousiasmé par le cinéma, Lucas Demare renonça à l'orchestre, où il gagnait mille dollars par mois, et commença a travaillé dans les studios comme monteur sans rémunération. Il apprit le métier et connut une ascension rapide : ardoisier, troisième assistant et assistant réalisateur. Peu après, il est engagé pour faire ses débuts comme réalisateur, mais la guerre civile espagnole et ses préludes le privent de ce poste et il dut retourner à Buenos Aires.
Emilio Zolezzi, qui en plus d'être critique de cinéma fut l'avocat d'Artistas Argentinas Asociados dès sa création, raconte à propos du directeur :

« La guerre civile -et ses préludes- mis fin au travail de Demare dans le cinéma espagnol. Mais c'est avec lui qu'il apprit son travail. Il se vantait d'avoir accompli toutes les tâches du cinéma, initiées dans les studios d'Orphea Films, à Barcelone. Du balayage du studio à la manipulation de l'ardoise, jusqu'à la mise en scène, l'ensemble de l'échelle fut gravi pas à pas... C'est un autodidacte. Ce qui signifie qu'il a commencé son chemin dans le cinéma avec un mur devant lui, qu'il a ignoré. Il l'a brisé après de longues et dures étapes, à travers les lectures et les apprentissages techniques "volés" sur le plateau, sans autre guide que sa soif d'apprendre. »

Quand il rentra d'Espagne, son frère Lucio lui trouva un poste de chef de plateau dans les studios de cinéma Río de la Plata. En 1937 il est engagé comme réalisateur et scénaristes pour les films Dos amigos y un amor et Veinticuatro horas de libertad. Ces deux films avaient comme acteur le comique Pepe Iglesias. En 1939, il est engagé par Pampa Films, une entreprise avec des budgets plus importants, pour diriger El hijo del barrio (1940), Corazón de turco (1940) et Chingolo (1941). Il est scénariste de ces trois films. Chingolo reçu de très bonnes critiques de la part de la presse et du public. C'est avec ce film qu'il a "consolidé l'équipe technique qui l'accompagnera plus tard au sein d'Artistas Argentinos Asociados : son frère Lucio pour la bande originale, l'assistant Hugo Fregonese, le monteur Carlos Rinaldi, le scénographe Ralph Pappier, l'ingénieur lumière Bob Roberts (de l'American Society of Cinematographers), le cadreur Humberto Peruzzi, l'électricien Serafin de la Iglesia, le maquilleur Roberto Combi et d'autres". Le film qui suivit fut El Cura gaucho. C'est là qu'il commença sa collaboration avec Enrique Muiño. Mais, malgré ce succès commercial retentissant, il fut licencié par Pampa Films.

### Le tournage
Lucas Demare considérait que les mois de janvier et de février (en plein été) étaient les mois les mieux adaptés pour le tournage à Salta. Cependant, quand il eut l'argent nécessaire, il dut décaler le tournage à l'hiver car les inondations étaient fréquentes durant la saison estivale. Demare commença par se rendre à Salta afin de parcourir la zone car il ne connaissait pas cette province et il voulait se faire une idée de ce que pouvait donner le tournage sur ce terrain. Par la suite, tous les équipements nécessaires au tournage furent envoyés sur place et près de 80 personnes logèrent dans une vieille maison louée pour l'occasion. La maison était composée d'un grand salon et de deux petites chambres. Chaque personne disposait d'un lit de camp et d'une caisse de bière qui faisait office de table de chevet. Les actrices et Enrique Muiño, en raison de son âge, furent logés dans un hôtel.
À son arrivée, il présenta au chef de l'armée, le colonel Lanús, les recommandations dont il disposait. Mais, il n’eut en retour que peu de bonne volonté de la part des autorités locales. Au lieu de les aider, ils mirent de nombreux obstacles sur son chemin, ce qui leur fermât beaucoup de portes dans la ville. Voici comment Demare raconte la manière dont ils résolurent cela :

« J'ai donc demandé à l'équipe, à Muiño, à Petrone, s'ils me laissaient leur lire le livre. Nous avons donc réuni le gouverneur Aráoz, le chef de la police, et les forces vives, et nous avons fait une lecture. J'y ai mis tant d'enthousiasme qu'à la fin, tout Salta était prêt à nous aider. Par la suite, Lanús nous céda un professeur d'escrime de l'armée afin de former les acteurs. »

Demare avait amené de Buenos Aires les habits de gaucho destinés aux acteurs. Mais une fois sur place, il se rendit compte qu'ils n'étaient pas adaptés au film car ils ne correspondaient pas au climat recherché pour son œuvre. Les vêtements étaient en fait trop neufs. Afin de résoudre de problème, lorsqu’il trouvait un vrai gaucho portant des vêtements usagés, voir déchiré, il lui donnait les vêtements neufs en échange des siens. Pour leur part, Magaña et Chiola, devaient porter des uniformes dans le film. Afin d'user leur costume, Demare les envoya faire de longues promenades en chevaux afin d'"adoucir" les costumes. Qui plus est, c'était un moyen pour eux de s'habituer à faire du cheval, chose à laquelle ils n'étaient pas habitué. Ce qui donna lieu à des scènes où les habitants de la zone voyaient parfois apparaître dans la campagne deux officiers vêtus de costume traditionnel de l'époque.
Lucas Demare faisait dans le film diverses petites apparitions. Dans une des scènes, il fallait filmer l'incendie d'un village. Le tournage devait se faire en une seule prise, car le village ne pouvait prendre feu qu'une seule fois. Afin de filmer cette scène, Demare, les cadreurs et le reste de l'équipe se déguisèrent en gauchos et en soldat. Ainsi, si l'un d'eux entrait dans le champ de la caméra, c'est comme s'il faisait partie de l'action dans le but de ne pas ruiner la scène. Cependant, une rafale de vent souffla et le feu atteignit Demare, qui vit sa perruque et sa fausse barbe prendre feu.
À un autre moment, Demare joua le rôle d'un soldat espagnol attaqué par les gauchos. Il reçut un coup en pleine poitrine. Magaña raconte à ce propos : « C'est moi qui lui est tiré dessus depuis en haut de la caméra, la balle l'a frappée en pleine poitrine. Je lui ai fait une telle ecchymose que j'ai dut lui mettre un pansement. Il avait un hématome énorme, et lui ordonna : "Encore une fois ! Encore une fois !" Je pensais que j'aillais le tuer... ». Dans la même scène, le maquilleur reçu lui aussi un jet de pierre.
Dans une autre scène où discutaient les personnages interprétés par Amelia Bence, Petrone et Magaña, ce dernier devait descendre par les escaliers mais il craignait pour son intégrité physique. Du coup, Demare se mit de dos au sommet des escaliers et se jeta la tête en bas pour lui prouver que la scène pouvait se faire en toute sécurité. C'est la séquence qui est restée dans le film.
La scène durant laquelle des chevaux descendaient une colline avec des branches enflammées devait être filmée de face. Pour cela, ils mirent en place une petite structure dans laquelle était située le cadreur. Celui-ci raconte à propos de cette scène : « À l'ordre de "Tournez !" J'ai vu cette masse de têtes et de casques arriver à pleine vitesse, je n'ai pas respiré jusqu'à ce que je les vois s'écarter devant moi alors que je les filmais de côté. Nous devions simplement la technologie insuffisante par du courage, de l’ingéniosité et de l'insouciance ».
Plus de 1 000 personnes ont participé au tournage. Qui plus est, 80 acteurs avaient un texte à lire. Parmi les figurants, il y avait des gauchos locaux engagés par la production, et d'autres fournis par les Patrón Costas, une famille riche de Salta, qui les payaient de leur propre poche. Il y avait également un professeur d'escrime et des soldats fournis par les autorités militaires. Deux joueurs de pato venus directement de Buenos Aires étaient aussi là, les deux étant expert en chutes de cheval. Les gauchos ne voulaient pas s'habiller comme des Espagnols. C'est les conscrits qui durent alors jouer ce rôle.

### Localisation
Pour les scènes qui se déroulaient dans le village où les Espagnols avaient établi leur quartier général, c'est la ville de San Fernando, à 2 000 mètres d'altitude, qui fut choisie. Près de là, se trouve la quebrada del Gallinato, où furent tournées les scènes du camp gaucho et l'assaut sur la maison de la femme de Miranda. 
Un hameau fut construit avec du matériel apporté depuis Salta à l'aide d'une cinquantaine de camions. Ce hameau avait une superficie de mille mètres carrés, avec quinze maisons, une église avec un clocher, un hôpital, des écuries et un cimetière entre autres. Tout fut détruit par le feu dans les scènes finales. Pour le tournage, le réalisateur demanda 500 chevaux et 400 autres animaux, parmi lesquels des bœufs, des mules, des ânes et des poulets. En outre, il y avait de nombreux accessoires comme des chariots ou des roulettes de l’époque.
Les scènes d'intérieurs et d'extérieurs de l'estancia d'Asunción, du camp de nuit, de l'intérieur du clocher de l'église, la mort de l'enfant et le numéro musical des frères Ábalos ont été filmées dans des studios à Buenos Aires.

## Synopsis
Le film se déroule en 1817 dans la province de Salta. Le contexte d'alors est celui de la guerre d'indépendance. Dans le film, les forces irrégulières, qui ont répondu à l'appel du général Martín Güemes, ont blessé un lieutenant de le l'armée espagnole dans une action de guérilla. Ce dernier, natif du Pérou, est détenu dans l'estancia d'un patriote, dénommé Asunción, qui lui offre des soins médicaux. Les gauchos qui font partie des forces patriotiques reçoivent eux l'aide du sacristain d'une chapelle. Cette dernière est située à proximité du siège des troupes royalistes, l'armée loyale envers le roi d'Espagne. À l'aide de la cloche de la chapelle, le sacristain envoie des messages aux gauchos cachés dans la montagne. Quand les royalistes se rendent compte de cela, ils attaquent et incendient le clocher. Le sacristain est rendu aveugle, et involontairement, il conduit les royalistes au camp des patriotes, qui est anéanti. Dans la scène finale, il ne reste que trois personnages en vie après la bataille : le sacristain, un viel homme et l'officier péruvien. Ce dernier, qui a épousé la cause des patriotes, repère les troupes de Güemes arrivant pour continuer le combat.

### Avant-propos du film
Le film commence avec une préface sur l'écran qui fournit les circonstances historiques du lieu et du moment où se déroule l'action. Qui plus est, cette préface anticipe la position qu'a adoptée l'équipe du film :

« De 1814 à 1818, Güemes et ses gauchos se trouvent à la frontière du Haut-Pérou. Ces derniers, abandonnés par les troupes régulières mènent une lutte acharnée contre les armées royalistes. Cette lutte marquée par quelques batailles et de nombreuses guérillas a été caractérisée par l’héroïsme permanent des adversaires. Les fourrés des montagnes accueillirent des centaines de batailles. De vieux fusils, des sabres écorchés, des lance-pierres, des massues, des lances des arcs étaient les armes des gauchos. Ni la faim ni la misère n'ont arrêtés ces hommes dans cette lutte. C'est eux, ceux qui sont morts loin des pages de l'histoire que nous voulons évoquer dans ces images. »

## Distribution

### Acteurs dans les rôles principaux
- Enrique Muiño (sacristain Lucero). Né en Espagne le 5 juillet 1881, il émigre avec ses parents à Buenos Aires lors de sa jeunesse. Après un petit début dans le théâtre professionnel en 1898, il continue à jouer divers rôles. Puis, il forme avec Elías Alippi une compagnie théâtrale qui a eu beaucoup de succès en Argentine et en Espagne. Au cinéma, il débuta dans le film Juan Moreira (1913) avant de travailler régulièrement dans ce domaine à partir de 1937. En 1941, il reçoit un Diplôme d'Honneur lors des prix Cóndor Académico (décerné par l'Académie des arts et des sciences cinématographiques d'Argentine) comme meilleur acteur dans le film El cura gaucho.

- Francisco Petrone (le capitaine Miranda) dont le vrai nom était Francisco Antonio Petrecca Mesulla est né le 14 août 1902 à Buenos Aires. Il a exercé différents travaux avant de rejoindre la compagnie théâtrale Vittone-Pomar. C'est là qu'il a commencé sa carrière d'acteur qui s'est poursuivie jusqu'à sa mort. Il débuta au cinéma avec le film Monte criollo (1935), film qui le présente comme un acteur à la forte personnalité. Son style s'est progressivement affiné jusqu'à arriver à suggérer les sentiments cachés et les tensions intérieures de ses personnages. Il fit ensuite des performances notables dans La fuga (1937) et Prisioneros de la tierra (1939).

- Ángel Magaña (le lieutenant Villarreal). Il naît à Buenos Aires le 24 août 1915. Après avoir débuté comme figurant dans le film El caballo del pueblo de Manuel Romero, il joua dans Cadetes de San Martín (1937) et dans Prisioneros de la tierra.

- Sebastián Chiola (le capitaine Del Carril). Il est né à dans la ville argentine de Rosario en 1902. Avant d'entamer une carrière d'acteur, il fut boulanger et courtier en assurance. Il entra dans la vie théâtrale professionnelle avec la compagnie de José Gómez. Il fait ses débuts à Montevideo en 1925 avec la pièce Papá Leonard. Peu après, il rejoint la compagnie de Muiño y Alippi. Il se produit pour la première fois au cinéma dans le court métrage documentaire Petróleo (1936). Il participa ensuite aux films Palermo (1937) et La fuga (1937).

- Amelia Bence (Asunción Colombres). Elle est née à Buenos Aires le 13 novembre 1919. Son goût pour le théâtre a commencé à cinq ans avec le Teatro Infantil Labarden.  Elle étudia au Conservatoire national des arts de la scène. Son premier rôle au cinéma fit dans le film Dancing (1933). Par la suite, elle eut un rôle de premier plan dans La vuelta al nido (1938).

### Acteurs secondaires
- Ricardo Galache
- Dora Ferreiro
- Elvira Quiroga
- Juan Pérez Bilbao
- Carlos Campagnale
- Aquiles Guerrero
- Roberto Combi
- Amílcar Leveratto
- Antonio Cytro
- Carlos Enzo
- Roberto Prause
- René Mugica
- Raúl Merlo
- Ricardo Reinaldo
- Alberto Contreras
- Antonia Rojas
- Laura Moreno
- José López
- Jacinta Diana

## Trajectoire postérieure des participants
Après la Guerre des gauchos, Lucas Demare dirigea d'importants films comme Su mejor alumno, Los isleros et El último perro. Homero Manzi et Petit de Murat continuèrent à écrire des scénarios de film, dont de nombreux où ils collaborèrent. Manzi continua aussi à composer des tangos de renommés jusqu'à sa mort. Quant à Petit de Murat, il était en 1980 le scénariste qui avait écrit le plus grand nombre de scénario au monde. Il écrivit aussi des pièces de théâtre et des essais. Il occupa aussi des postes importants dans certaines institutions et il présida le Fonds National des Arts.
Enrique Muiño, Francisco Petrone, Ángel Magaña, Sebastián Chiola et Amelia Bence continuèrent leur carrière d'acteur dans des films importants. Lucio Demare continua à être lié au cinéma en tant que directeur musical de nombreux films, tout en poursuivant sa carrière de musicien de tango. Le scénariste Homero Manzi, les trois assistants réalisateurs Hugo Fregonese, René Mugica et Rubén Cavallotti et trois autres collaborateurs, Ralph Pappier, Carlos Rinaldi et René Mugica, réalisèrent leurs propres films. Hugo Fregonese en réalisa certains aux États-Unis.

### Nouvelle version de la Guerre des gauchos
En 2011, une nouvelle version de la Guerre des gauchos fut annoncée pour l'année suivante. Elle devait être réalisée par Norman Ruiz, mais le projet ne se concrétisa pas.